# Strömsnäs, Mjölby kommun
Strömsnäs är en bebyggelse väster om Svartån och Spångsholm och norr om Sya i Mjölby kommun. Bebyggelsen klassades av SCB som en del av tätorten Spångsholm till 2020 då den avgränsades till en separat småort